# Cloître Notre-Dame de Chartres
Pour les articles homonymes, voir Cloître Notre-Dame (homonymie).
Le cloître Notre-Dame de Chartres est au Moyen Âge, du XIVe siècle jusqu’au XVIIe siècle, un quartier canonial clos, entourant la cathédrale Notre-Dame de Chartres, ceint de murs et percé de neuf portes, destiné à se protéger la nuit des gens d'armes du comte de Chartres. Sa construction s'étale de 1299 à 1327,.

## Description

### Périmètre
L'espace du cloître est défini à l'intérieur du périmètre défini par les voies et lieux suivants :
- Rue Percheronne ;
- Rue du Cheval-Blanc ;
- Rue du Cardinal-Pie (ancienne rue du Vieux-marché-aux-Chevaux) ;
- Tertre Saint-Nicolas ;
- Le palais épiscopal et ses jardins,  Classé MH (1906, 1941)[3] (ancienne rue de Chinche) ;
- Rue des Acacias (ancienne rue de Saint-Jean) ;
- Rue au Lait ;
- Rue Serpente (ancienne rue aux Aigneaux).

La superficie du cloître s'élève approximativement à plus de 58 000 m2, soit presque 6 ha.
Il est à noter que l'enclos de Loëns est de plus juxtaposé au cloître, seule la rue du Cardinal-Pie étant à traverser via la porte de l'Officialité.

### Composition
Le centre de cette « ville dedans une autre ville » est occupé par la cathédrale Notre-Dame et la chapelle Saint-Piat.
Sont également présents de nombreux édifices religieux, notamment :
- L'église Saint-Nicolas du Cloître ;
- L'Hôtel-Dieu ;
- La chapelle Saint-Étienne du Cloître ;
- Le palais épiscopal et ses jardins en terrasses descendant vers l'Eure ;
- Le cimetière et la chapelle Saint-Jérôme ;
- La chapelle Sainte-Même.

Trente-trois maisons canoniales sont alors dénombrées, dont certaines sont toujours existantes :

#### Rue du cloître Notre-Dame côté impair (ouest et nord)

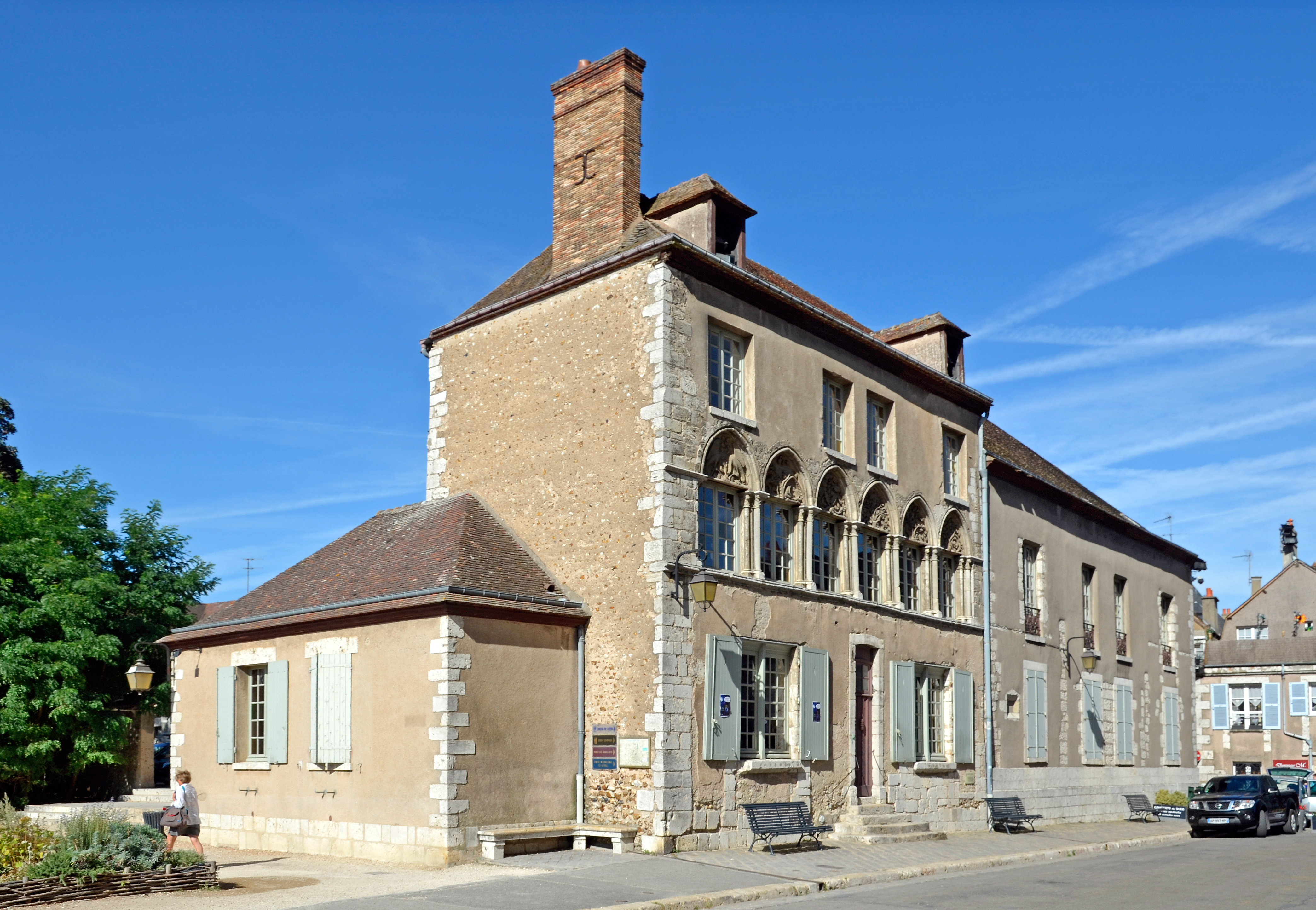
N° 7 : pied-à-terre d'Henri III.

N° 7 : maison du XIIIe siècle, ornée de six tympans sculptés,  Classé MH (1911). Cette maison était le pied-à-terre d'Henri III lorsqu'il venait à Chartres. Il s'y réfugia notamment en 1588 lors de la journée des Barricades.

#### Rue du cloître Notre-Dame côté pair (sud)
- N° 2-4-6 : maisons canoniales du XIIIe siècle,  Classé MH (2007) pour le n° 6,  Inscrit MH (2005) pour les n° 2 et 4[2].

- N° 12-14 : maisons à colombages ;

- N° 22 : La Crypte (visites guidées, souvenirs) ;

- N° 24 : maison canoniale,  Inscrit MH (2005)[7] : seule maison restante de la maison du chevecier ;

Les maisons du cloître côté pair (sud)
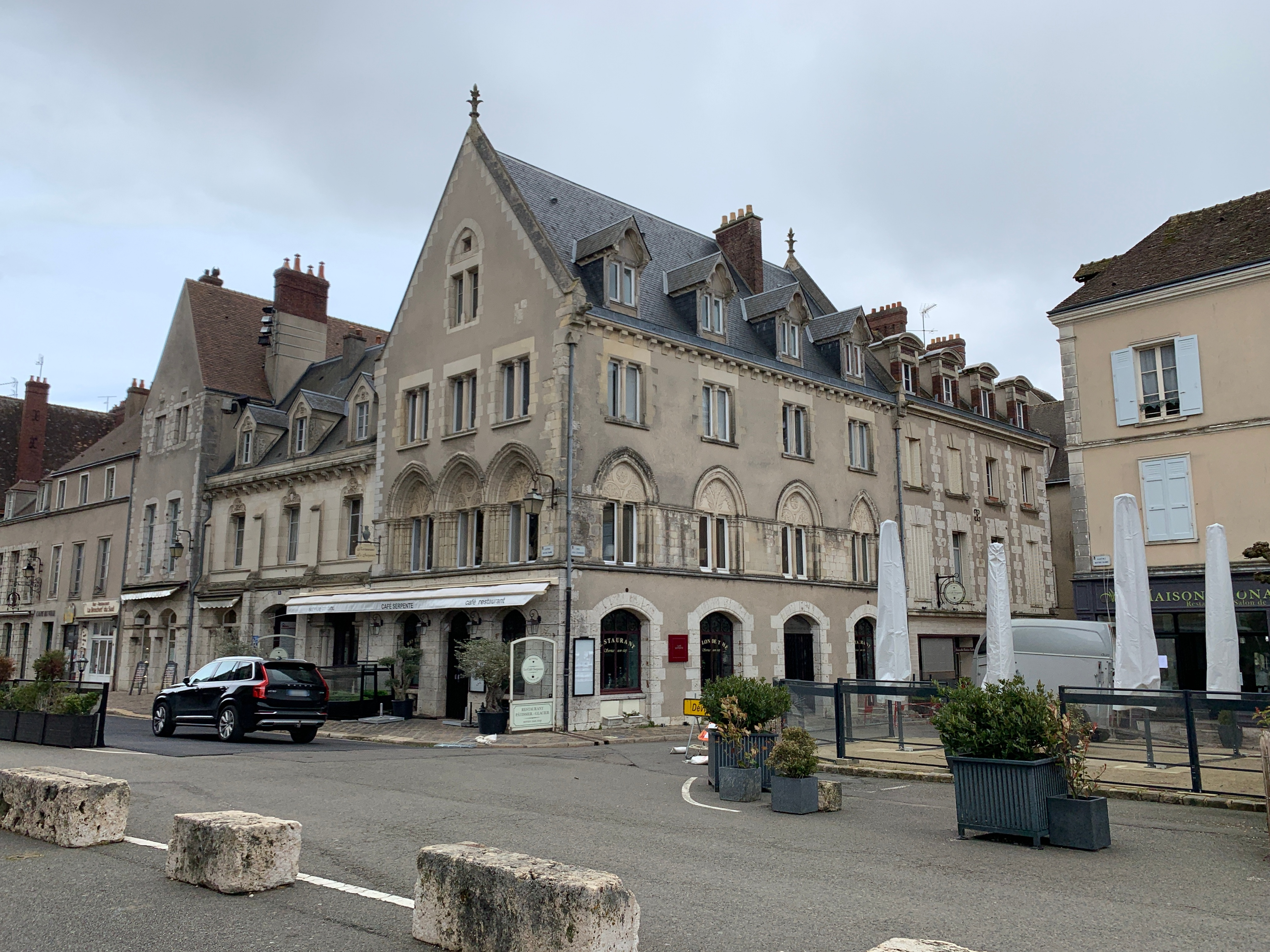
N° 2-4-6, maisons canoniales.
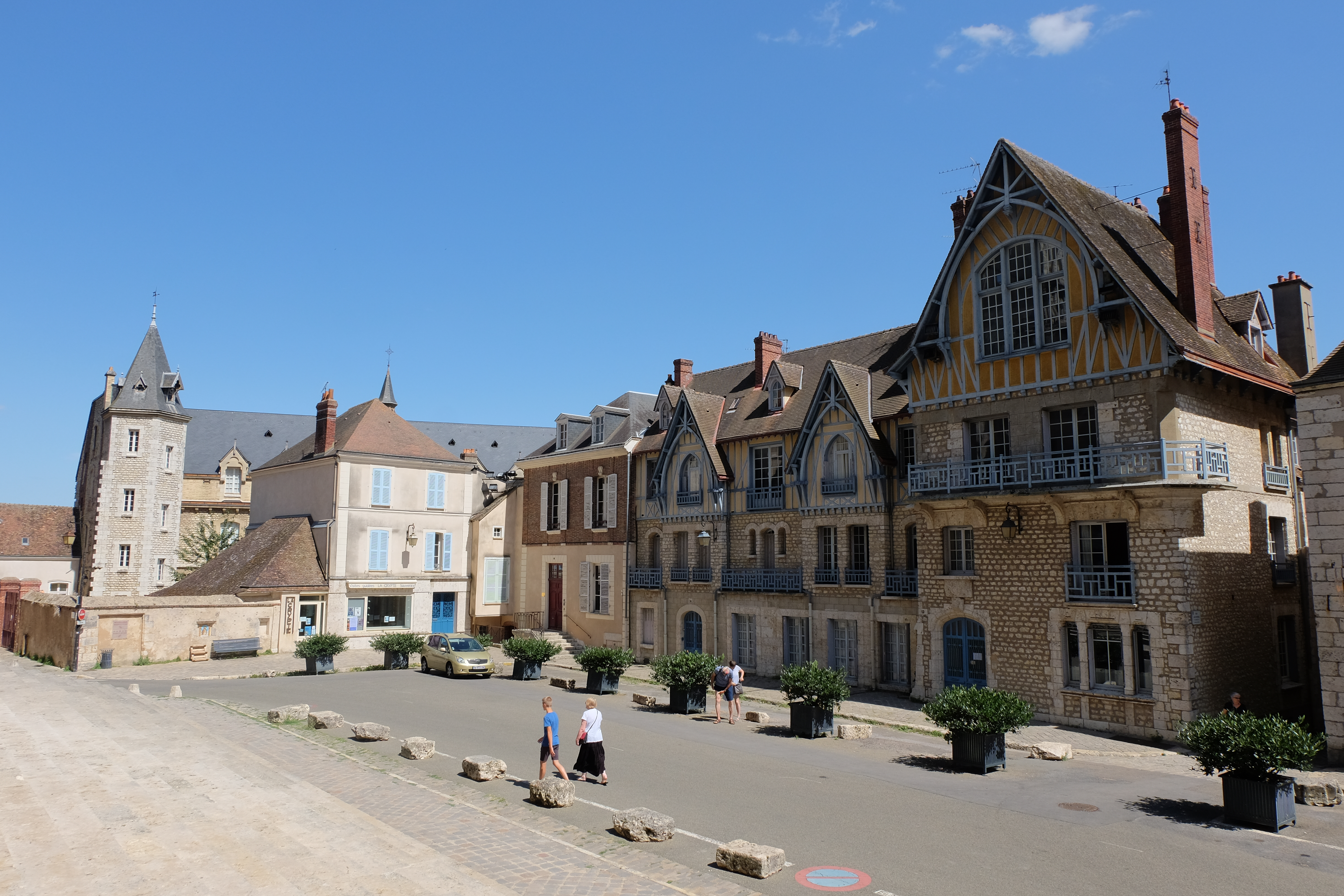
N° 12-14, maisons à colombages.
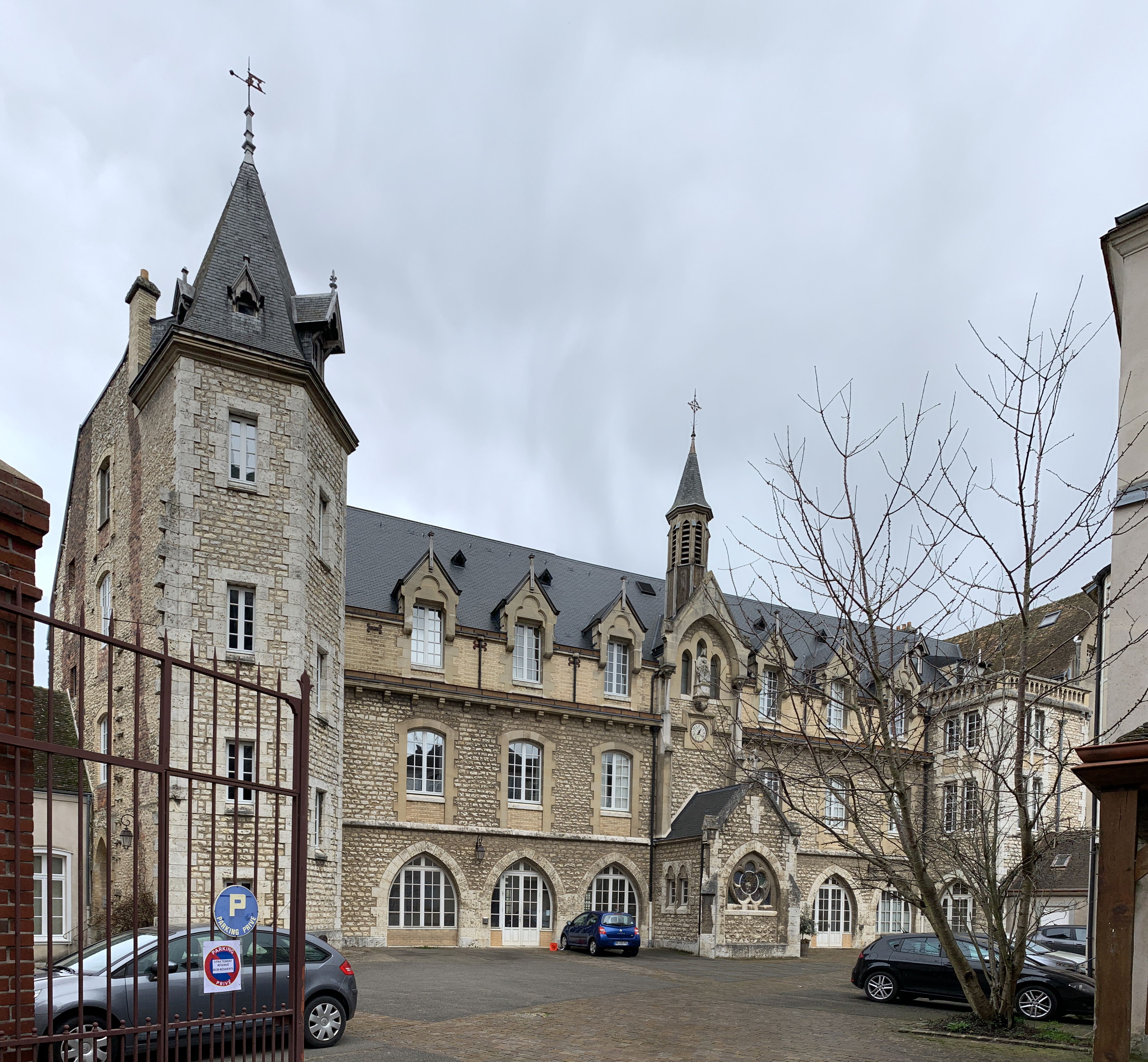
N° 22, La Crypte.
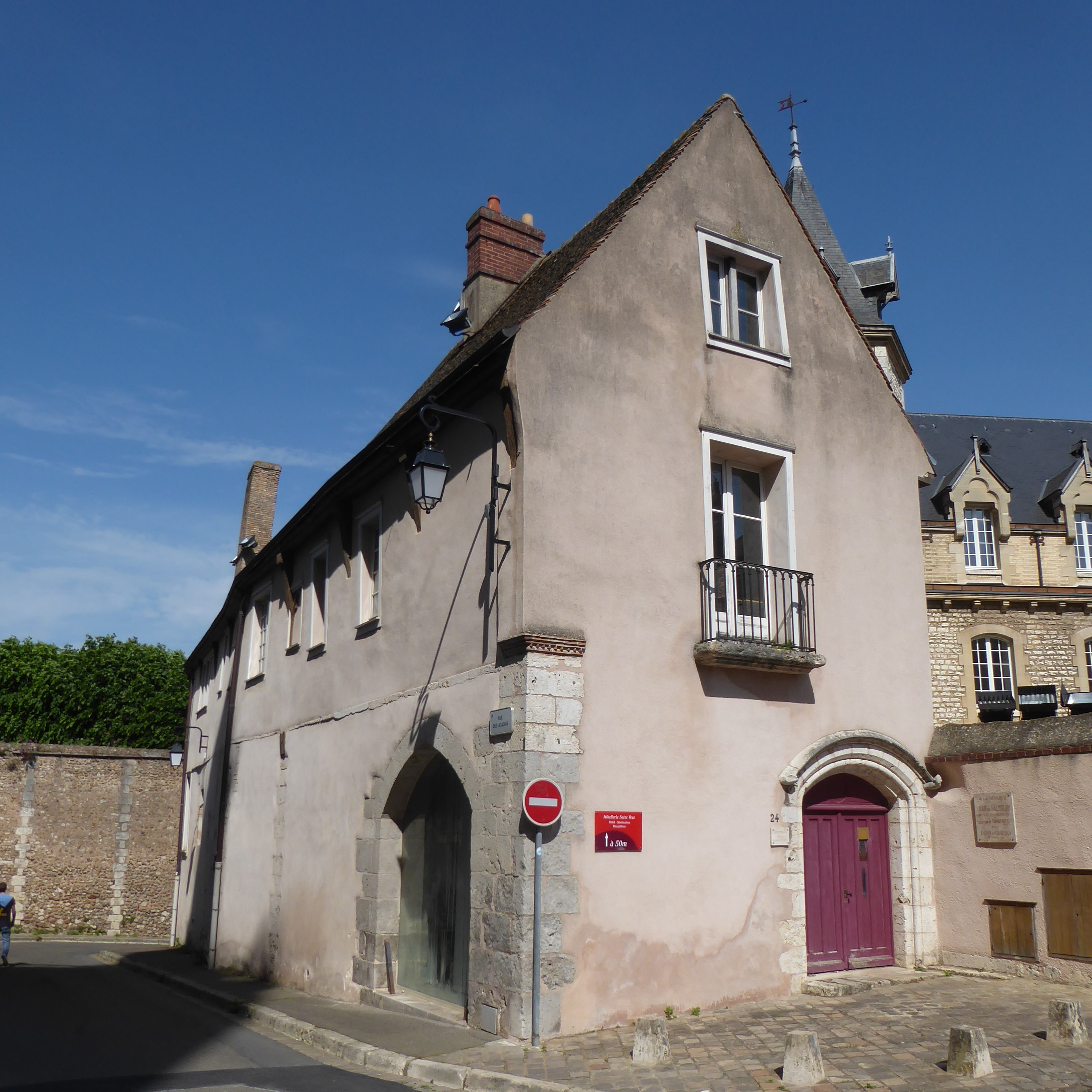
N° 24, maison canoniale.

## Portes ouest
Deux portes permettaient l'accès par l'ouest :
- La porte Percheronne, ou Personne ou Perrichonne, ouvrant vers la rue du Soleil d'Or et ainsi nommée du fait de son orientation vers le Perche, démolie en 1789. Cette porte de plein-cintre est en pierre de Berchères, remplie de silex[8] ;
- La porte de l'Hôtel-Dieu, ou des Carneaux ou de Sainte-Même, ouvrant sur la rue Sainte-Même ; située à l'extrémité de l'Hôtel-Dieu, elle était uniquement ouverte pour le passage des défunts vers le cimetière situé en dehors des murs du cloître[8], détruite en 1833.

Les portes ouest
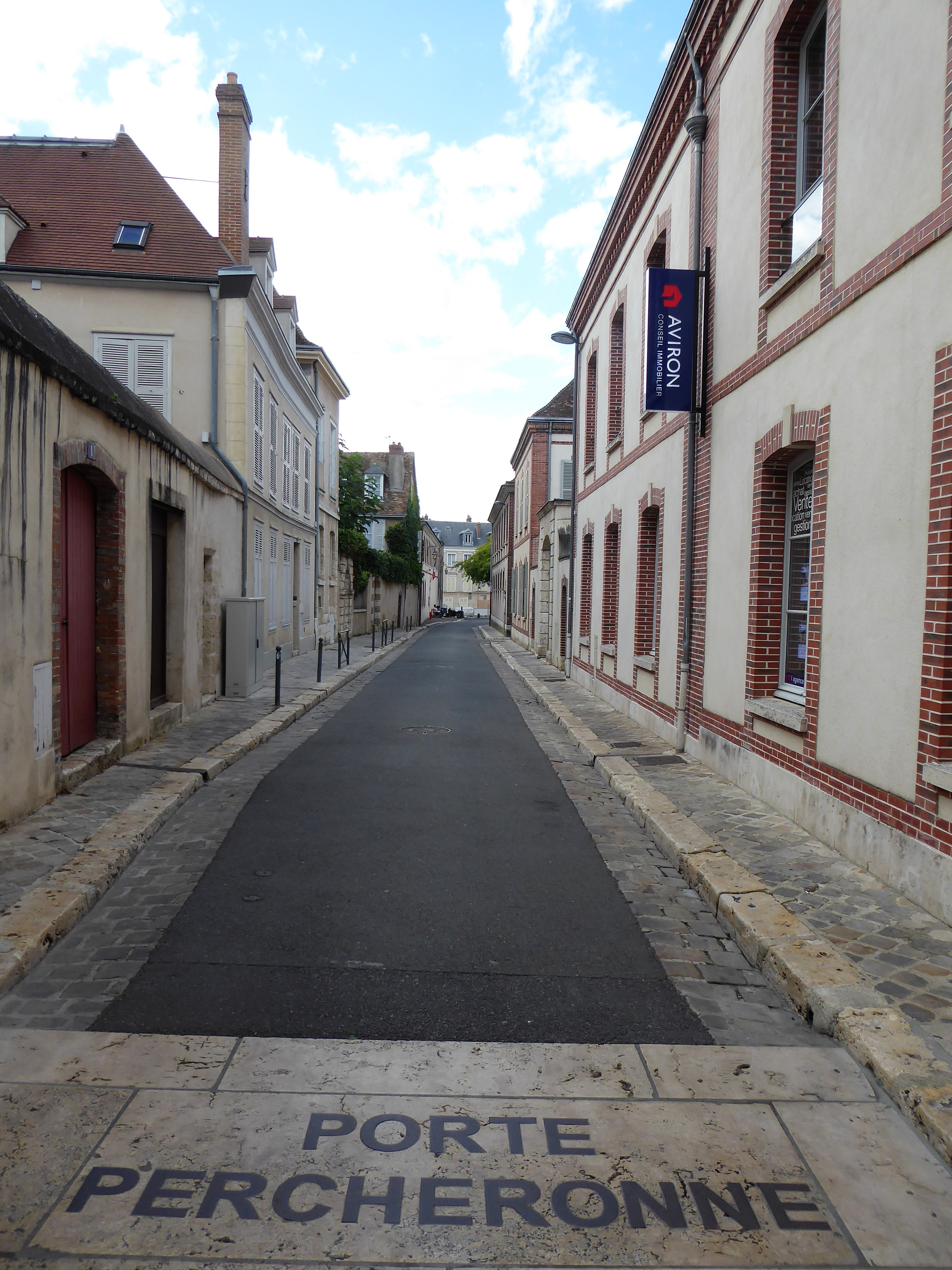
Porte Percheronne.
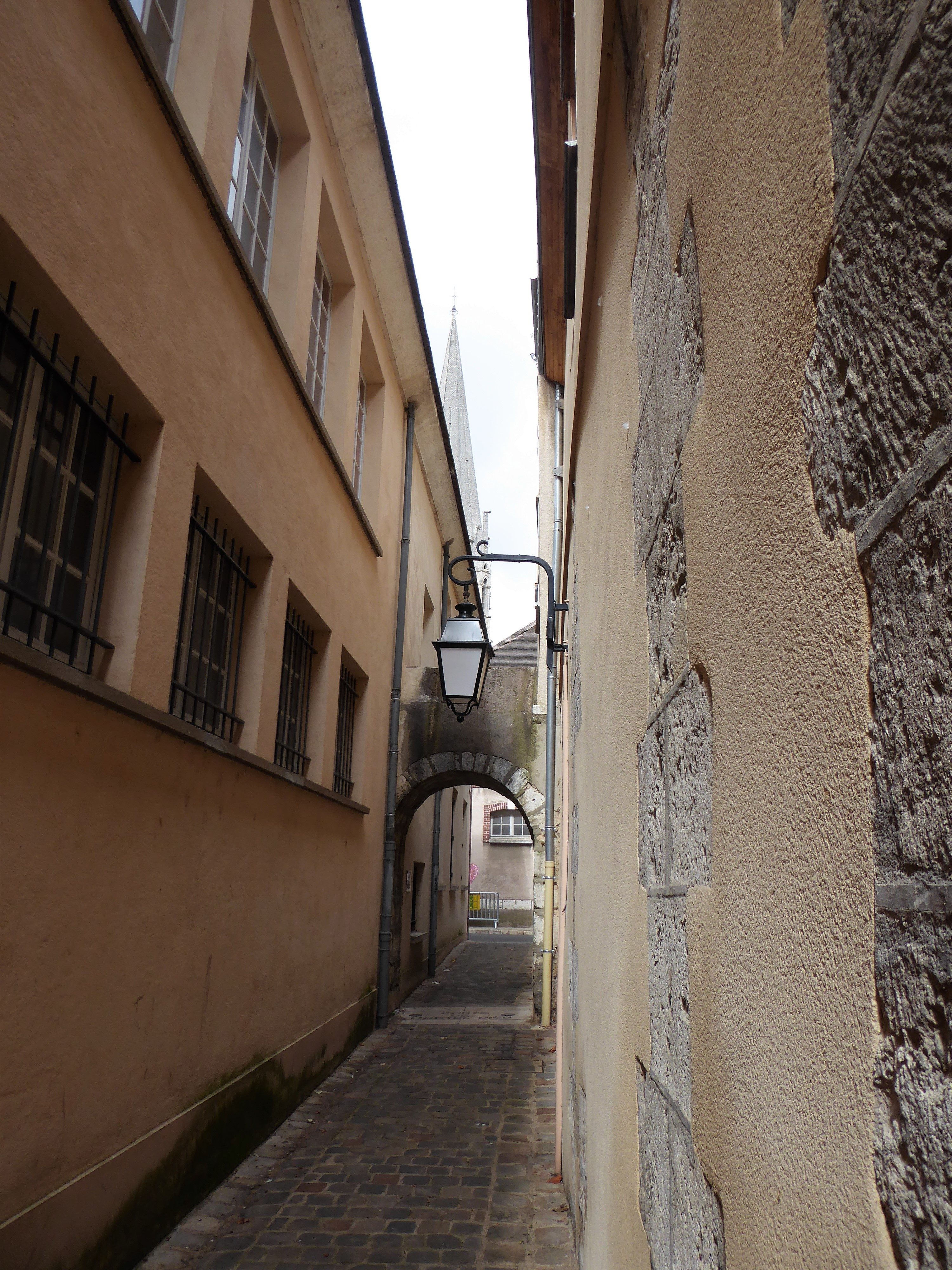
Porte de l’Hôtel-Dieu.
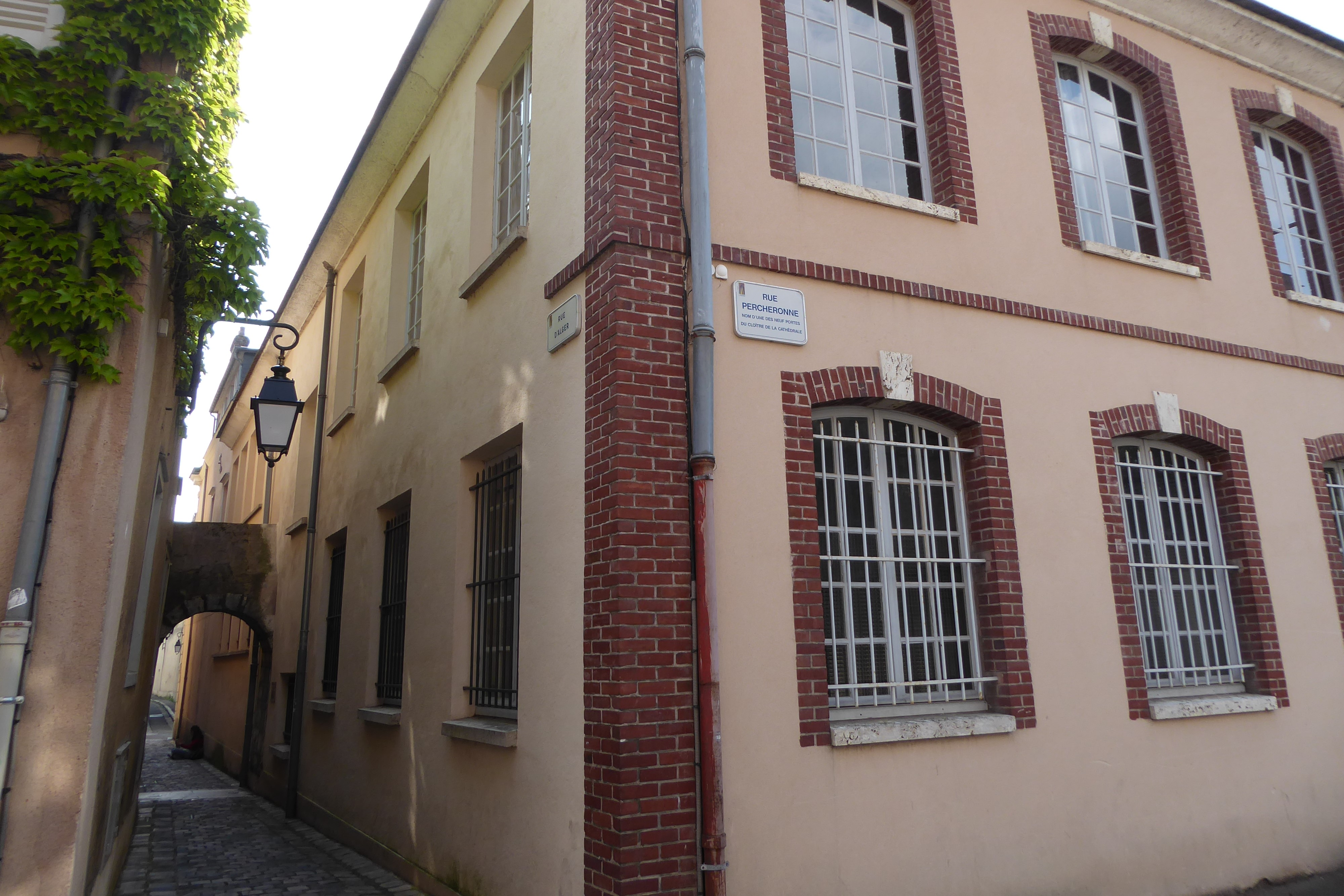
Porte de l’Hôtel-Dieu, vue du cloître.

## Portes nord
Trois portes permettaient le passage au nord :
- La porte des Trois Degrés, ou de l'Étroit Degré ou des Treize Degrés, ouvrant sur la rue du Cheval-Blanc et détruite au XIXe siècle ;
- La porte du Cadran, ou de l'Horloge ou du Barde ou Porte Neuve, ouvrant également sur la rue du Cheval-Blanc (autrefois rue du Barde) est située en face du pavillon de l'Horloge ; son cintre est détruit en 1732 pour permettre le passage du carrosse de la reine Marie Leszczynska, épouse de Louis XV[8] ;
- La porte de l'Officialité, ou de l'évêché ou des Lisses ou de l'Écritoire, débouchant à l'extérieur sur la rue du Cardinal-Pie et la rue des Lisses, à l'intérieur sur la rue Saint-Yves.

Les portes nord
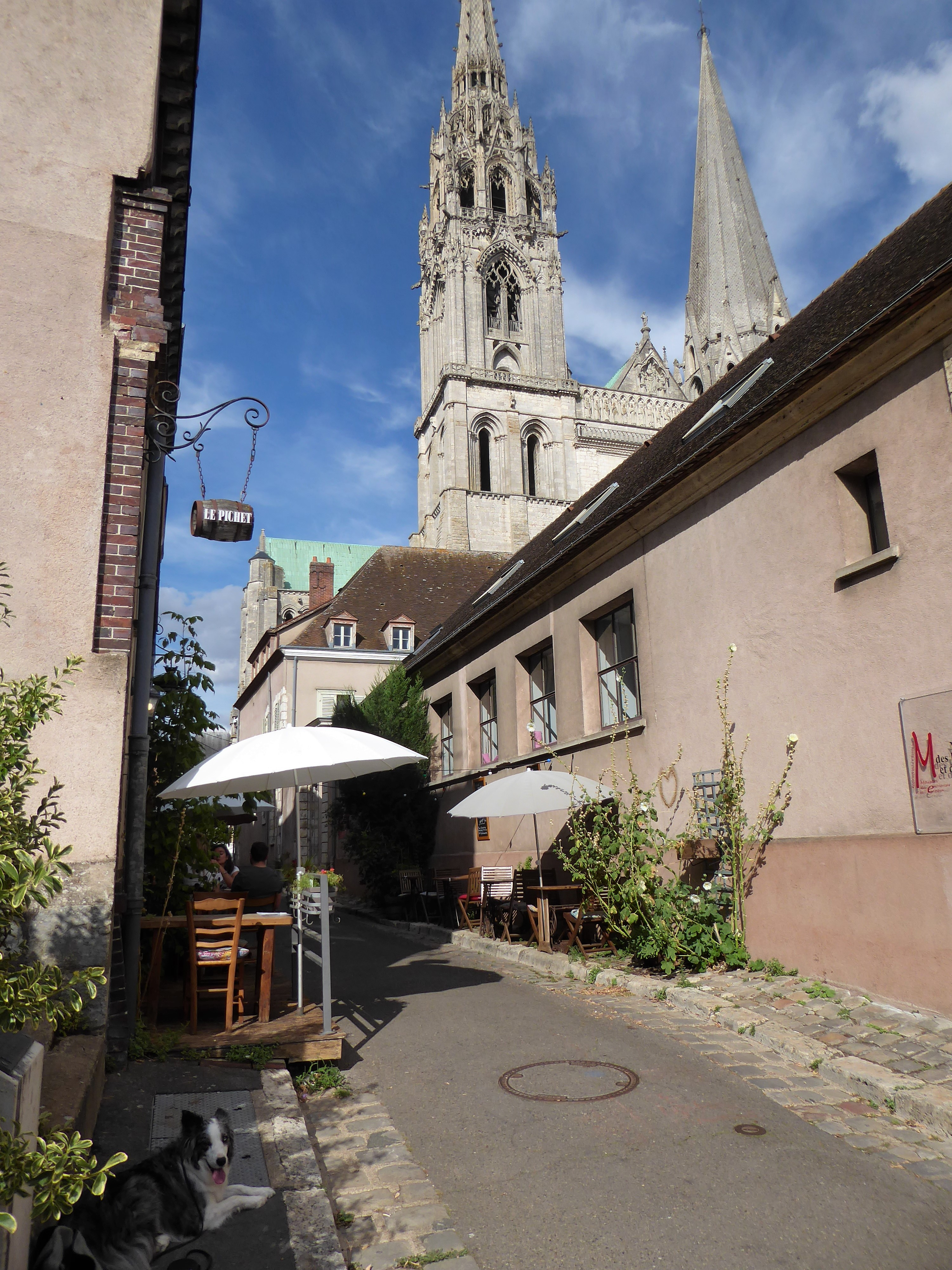
Porte des Trois Degrés.
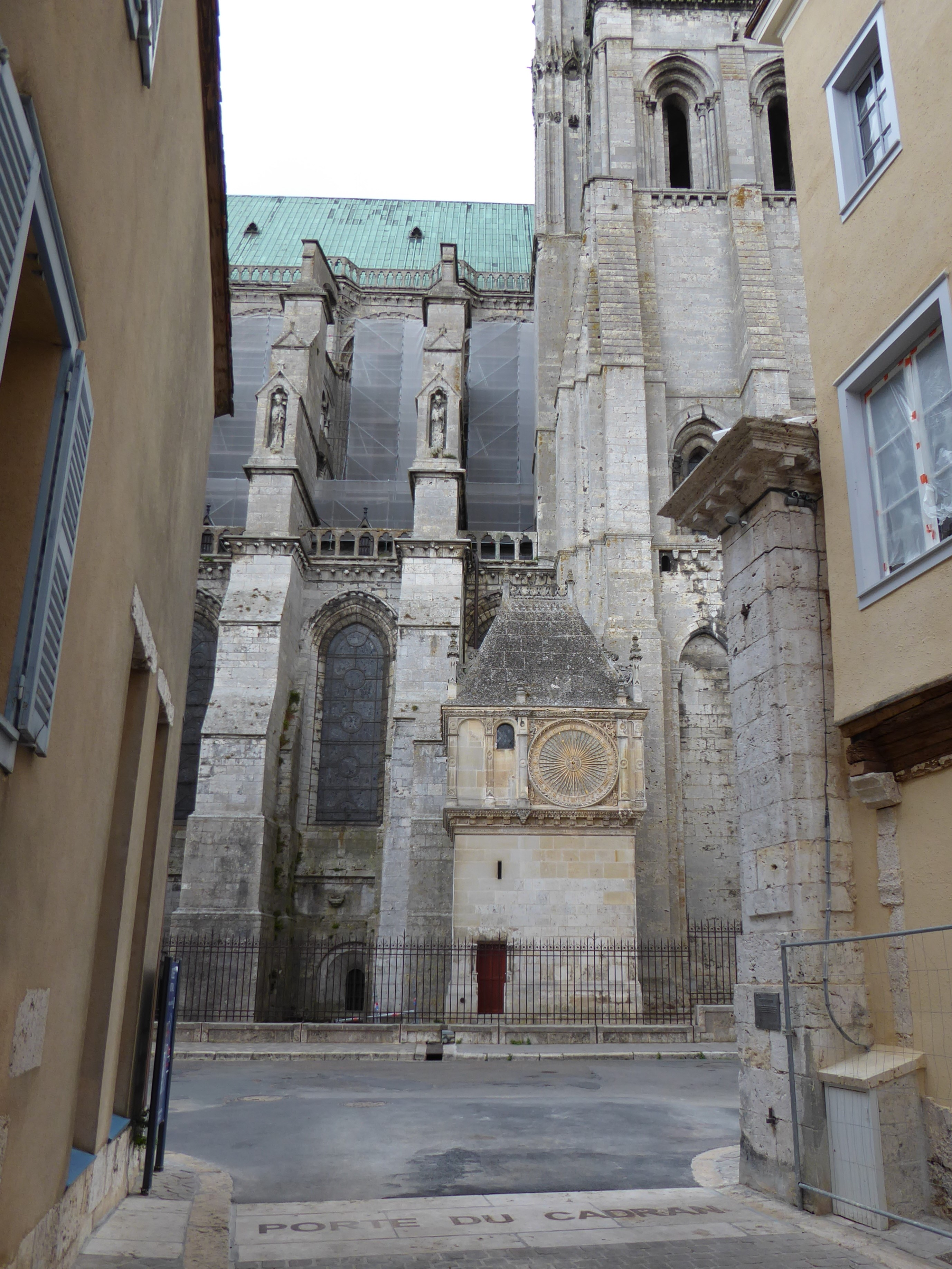
Porte du Cadran.
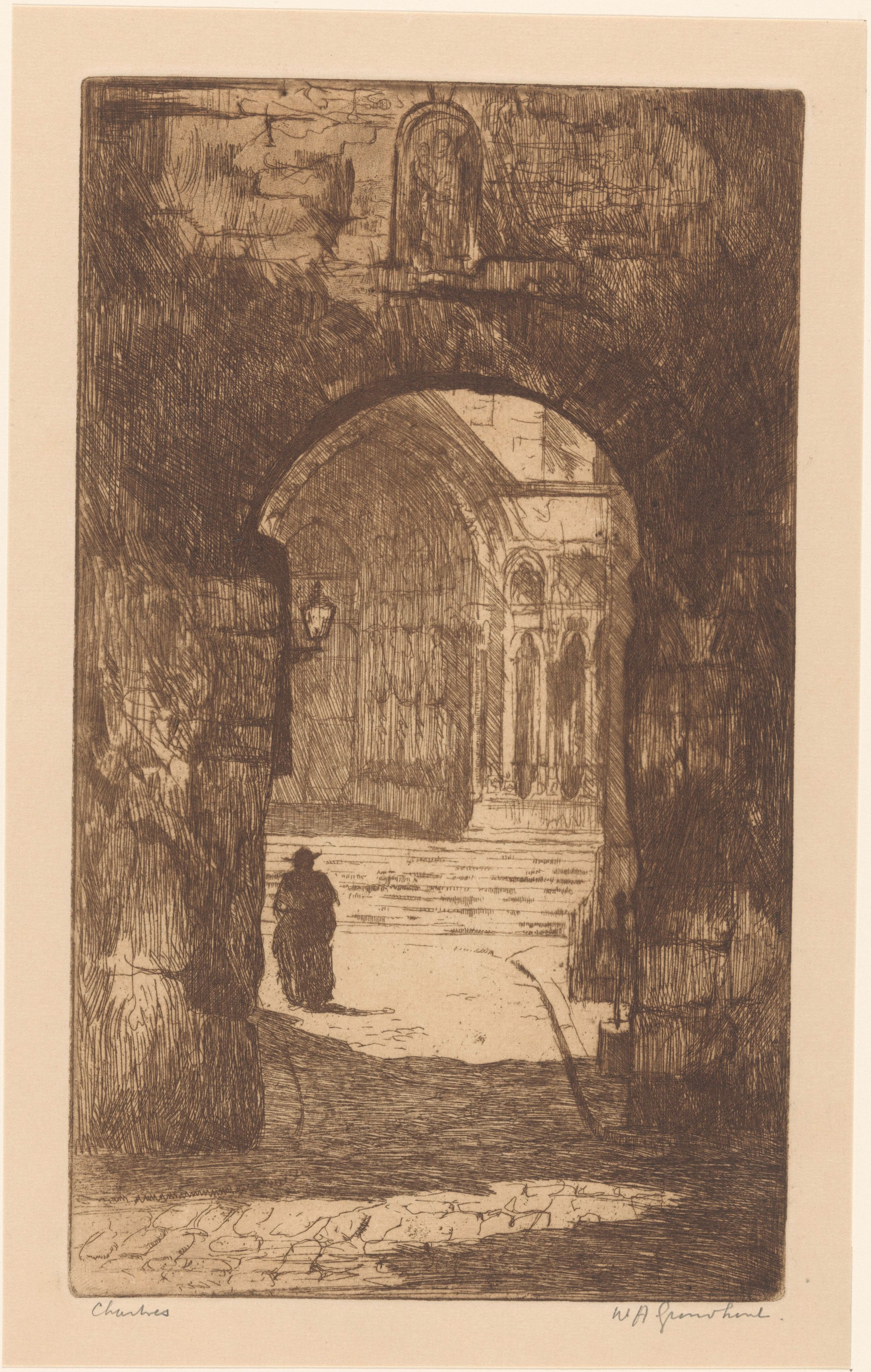
Porte de l'Officialité, Rijksmuseum Amsterdam, 1888-1931
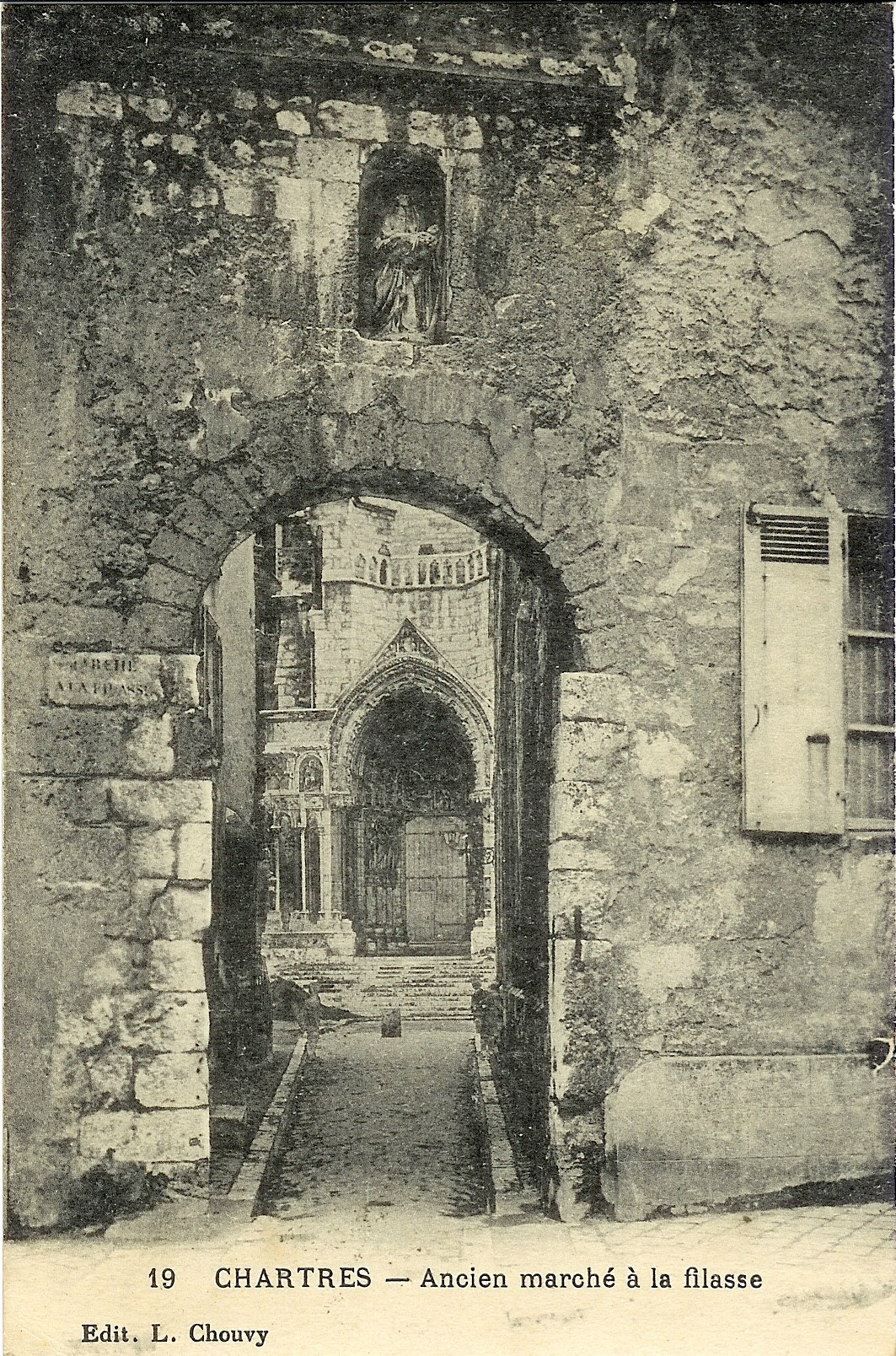
Porte de l'Officialité, « Ancien marché à la filasse », 1937.

## Portes est et sud
- À l'est, seule la porte du Vidame, ou de Saint-Étienne ou de Chinche ou du Collège, ouvre sur l'est et, en descendant les jardins de l'évêché, permet de rejoindre la ville basse, notamment par la rue des Trois-Moulins.

Construite en 1258 malgré l'opposition du Vidame, elle jouxtait la chapelle Saint-Étienne. Elle est démolie en 1777.
- Au sud, trois portes sont ouvertes :
  - La porte Saint-Jean, ou de la Gallée ou Esvière, qui, par la rue du Bourg, débouche sur la Porte-Guillaume. Les créneaux sont déposés en 1789 et elle est démolie en 1836[Note 1] ;
  - La porte de la Fruiterie, ou des Herbes ou de la Savaterie ou de la Poissonnerie. Elle est démolie en 1845[Note 1] ;
  - La porte des Changes, ou de la Courvoiserie, qui ouvre aujourd'hui sur le marché aux légumes, est démolie en 1787[Note 1] ;

Les portes est et sud
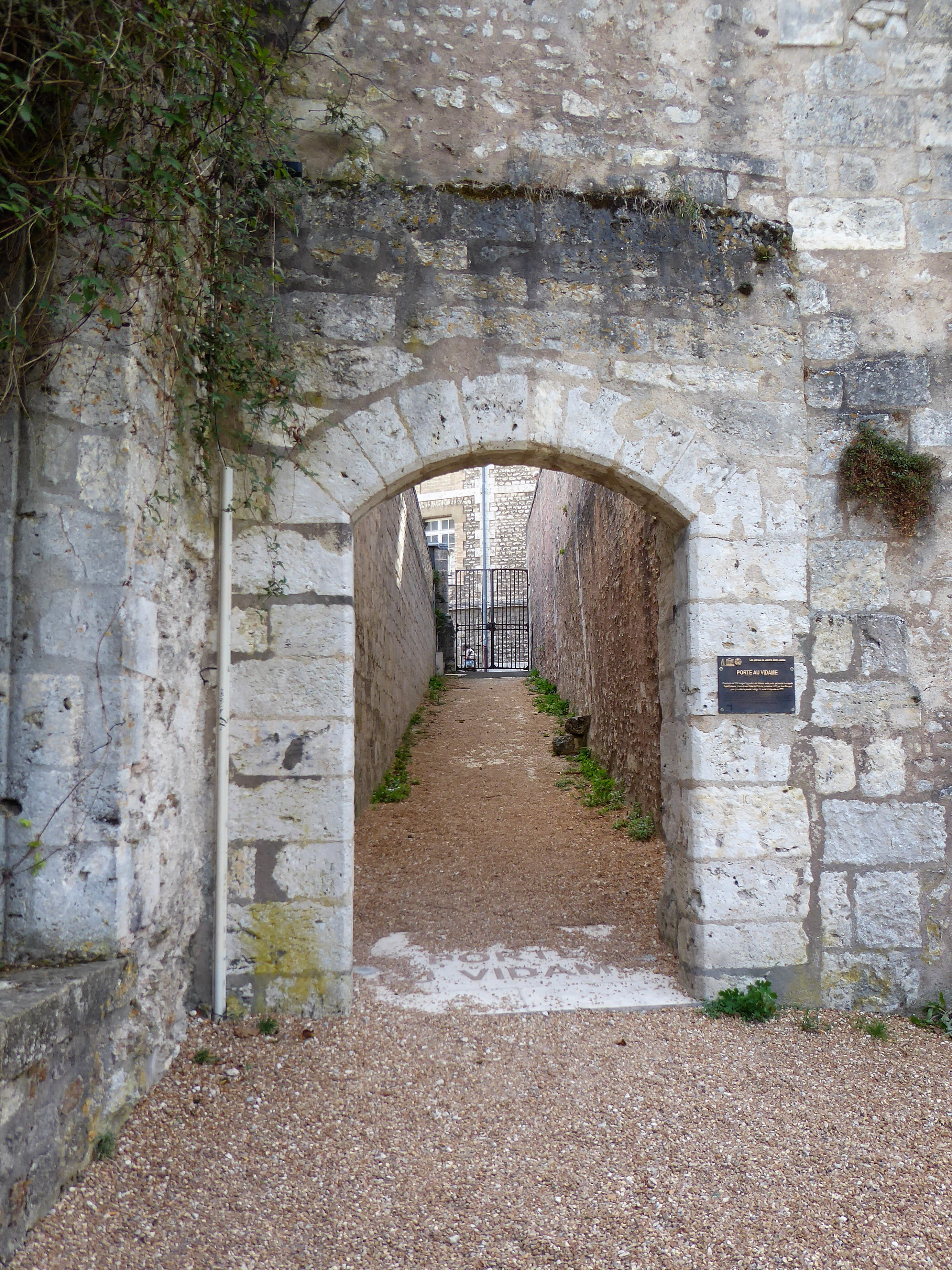
Porte au Vidame.
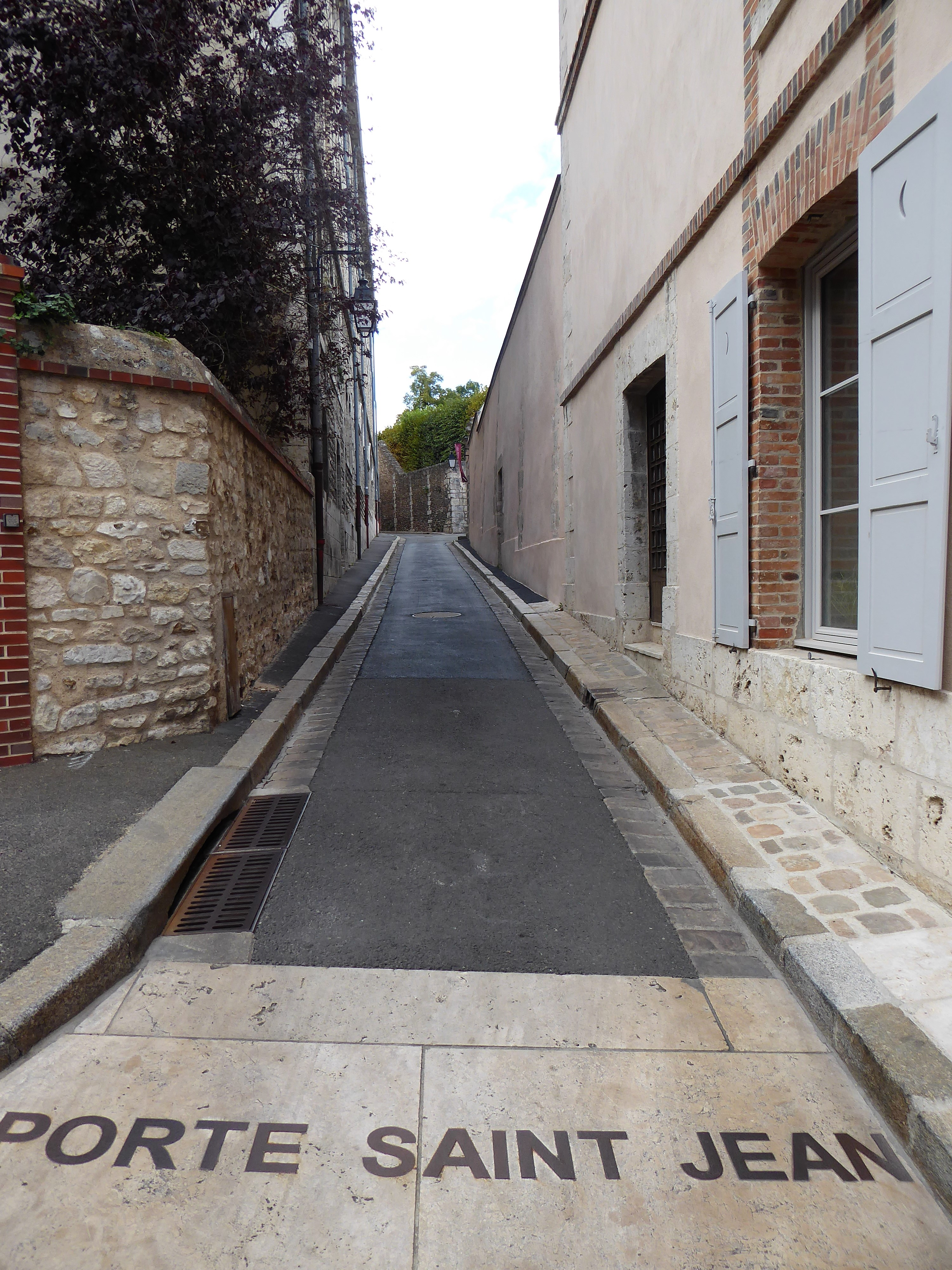
Porte Saint-Jean.
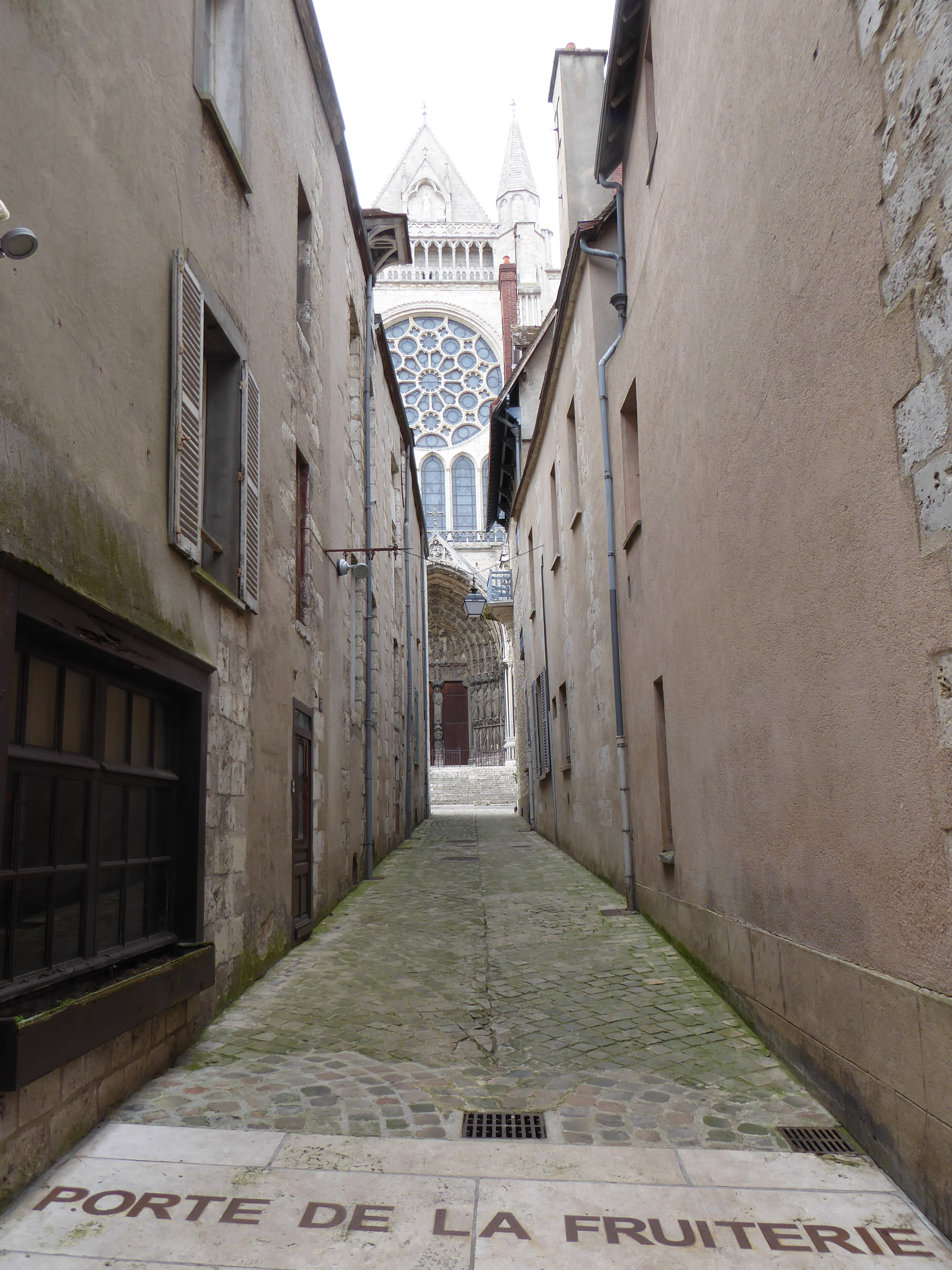
Porte de la Fruiterie.
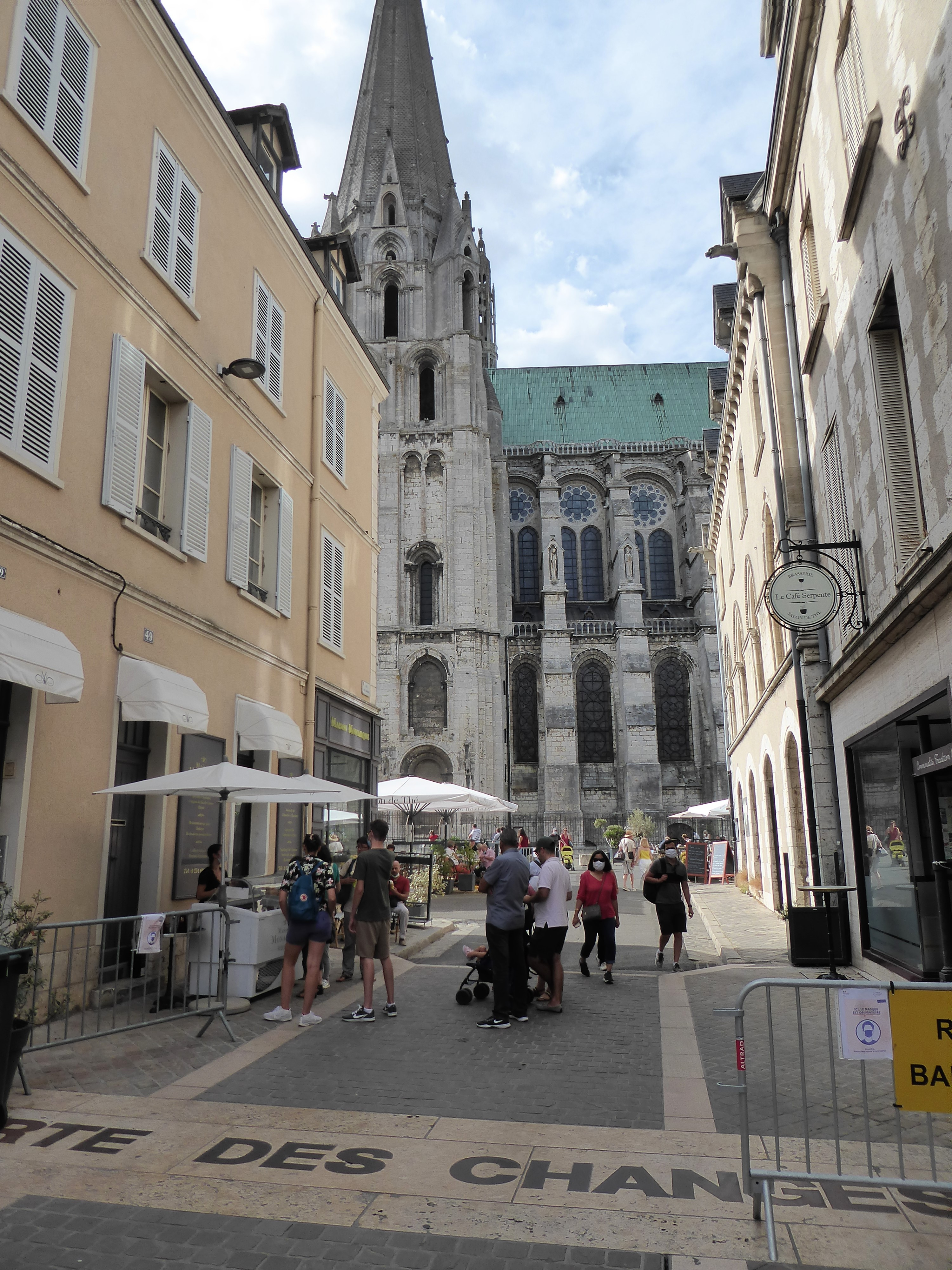
Porte des Changes.